# Malurus pulcherrimus
La ratona australiana de pecho azul o maluro pechiazul (Malurus pulcherrimus)  es una especie de ave paseriforme de la familia Maluridae, endémica del sur de Australia.
El hábitat natural de este pájaro son las zonas de monte bajo mediterráneo.